# Paul Pinna
Paul Pinna (estonià: Paul-Otto-Hermann Pinna)  (Tallinn, 3 d'octubre de 1884 - Tallinn, 29 de març de 1949) va ser un actor i director de teatre estonià.

## Carrera

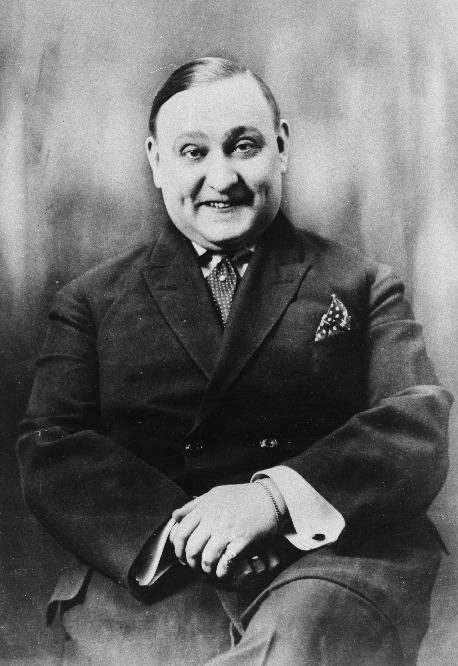

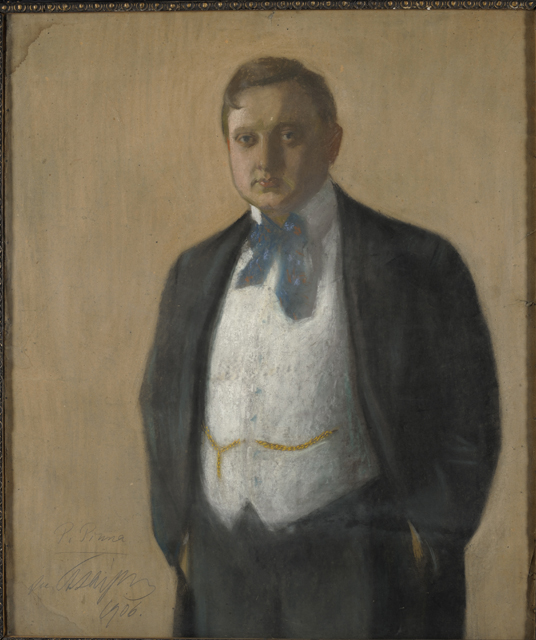
Retrat de Paul Pinna (1906) de Ants Laikmaa

El 1899 va començar a actuar a l'escenari de la societat de teatre d'Estònia. A principis de 1900, va estar compromès amb el Teatre d'Estònia. De 1915 a 1920, va treballar com a oficial militar a Tallinn i va actuar al Teatre d'Estònia. De 1918 a 1922, va actuar i treballar al Teatre Dramàtic de Tallinn. De 1936 a 1940 va ser el president de la Unió d'Actors d'Estònia.

## Família
Paul Pinna estava casat amb l'actriu teatral Netty Pinna.

## Filmografia
- 1913: Laenatud naene com a oncle

- 1929: Dollarid com el pare de Gustav Mets, un home de negocis

- 1947: Elu tsitadellis com a treballador